# Phorocerosoma cilipes
Phorocerosoma cilipes là một loài ruồi trong họ Tachinidae.